# Richard Hager
Richard Karl Ernst Hager, född 10 mars 1964 i Råsunda församling i Stockholms län, är jur. dr., rättsvetenskaplig författare och verksam som lektor i civilrätt vid Stockholms universitet.